# 二色党参
二色党参（学名：Codonopsis bicolor）为桔梗科党参属的植物，为中国的特有植物。分布在中国大陆的青海、云南、甘肃、西藏、四川等地，生长于海拔3,100米至4,200米的地区，多生长在向阳草地或高山灌丛中，目前尚未由人工引种栽培。
种名 bicolor 意为“二色的”。